# هماتوم کوریونی
هماتوم کوریونی (به انگلیسی: Chorionic hematoma) نوعی خونریزی بین کوریون (پردهٔ دربرگیرندهٔ جنین) و دیوارهٔ رحم است.
این خونریزی در ۳/۱ درصد از همهٔ حاملگی‌ها رخ می‌دهد و رایج‌ترین نابهنجاری در سونوگرافی و رایج‌ترین دلیلِ خونریزی در سه‌ماههٔ اول بارداری است.
بر اساس برخی تحقیقات، خونریزی کوریونی باعث افزایش خطر سقط جنین نمی‌شود.
هماتوم ساب کوریونیک ارتباطی به جنسیت جنین ندارد و ممکن است هم در بارداری پسر و هم بارداری دختر اتفاق بیفتد و خطر آن نیز با جنسیت در ارتباط نیست.